# Championnat du Chili de football 1949
Navigation
Saison précédente Saison suivante
La saison 1949 du Championnat du Chili de football est la dix-septième édition du championnat de première division au Chili. Les douze meilleures équipes du pays sont regroupées au sein d'une poule unique, où elles s'affrontent deux fois, à domicile et à l'extérieur; à l'issue de la compétition, le dernier du classement est relégué et remplacé par le champion de Segunda División, la deuxième division chilienne.
C'est le CD Universidad Católica qui remporte la compétition, après avoir terminé en tête du classement final, avec quatre points d'avance sur Santiago Wanderers et sept sur le tenant du titre, Audax Italiano. C'est le tout premier titre de champion du Chili de l'histoire du club.

## Les clubs participants
| - Deportes Magallanes - Colo Colo - Santiago Badminton FC - CF Universidad de Chile - Unión Española - Santiago Wanderers | - Club Deportivo Social y Cultural Iberia - CD Universidad Católica - Audax Italiano - CD Santiago Morning - CD Green Cross - CD Everton de Viña del Mar |

## Compétition
Le barème utilisé pour établir le classement est le suivant :
- Victoire : 2 points
- Match nul : 1 point
- Défaite : 0 point

### Classement
| Rang | Équipe                                  | Pts | J  | G  | N | P  | Bp | Bc | Diff |
| ---- | --------------------------------------- | --- | -- | -- | - | -- | -- | -- | ---- |
| 1    | CD Universidad Católica                 | 34  | 22 | 16 | 2 | 4  | 43 | 25 | +18  |
| 2    | Santiago Wanderers                      | 30  | 22 | 13 | 4 | 5  | 48 | 23 | +25  |
| 3    | Audax Italiano T                        | 27  | 22 | 11 | 5 | 6  | 45 | 33 | +12  |
| 4    | CD Santiago Morning                     | 24  | 22 | 8  | 8 | 6  | 39 | 36 | +3   |
| 5    | Unión Española                          | 23  | 22 | 9  | 5 | 8  | 49 | 43 | +6   |
| 6    | CF Universidad de Chile                 | 23  | 22 | 9  | 5 | 8  | 52 | 51 | +1   |
| 7    | CD Everton de Viña del Mar              | 23  | 22 | 10 | 3 | 9  | 40 | 43 | -3   |
| 8    | Deportes Magallanes                     | 22  | 22 | 7  | 8 | 7  | 39 | 41 | -2   |
| 9    | Colo Colo                               | 19  | 22 | 6  | 7 | 9  | 46 | 38 | +8   |
| 10   | CD Green Cross                          | 19  | 22 | 8  | 3 | 11 | 52 | 53 | -1   |
| 11   | Club Deportivo Social y Cultural Iberia | 13  | 22 | 3  | 7 | 12 | 30 | 53 | -23  |
| 12   | Santiago Badminton FC                   | 7   | 22 | 1  | 5 | 16 | 27 | 71 | -44  |

|  | Champion du Chili 1949                 |
|  | Relégation directe en Segunda División |
|  | T : Tenant du titre                    |

## Bilan de la saison
| Championnat du Chili de football 1949 |                                     |
| Champion                              | CD Universidad Católica (1er titre) |
| Promotions et relégations             |                                     |
| Promus en Primera División            | CD Ferroviarios de Chile            |
| Relégués en Segunda División          | Santiago Badminton FC               |